# Villameá de Ramiranes
Villameá de Ramiranes (llamada oficialmente Santa María de Vilameá de Ramirás) es una parroquia y un lugar del municipio español de Ramiranes, en la provincia de Orense, Galicia.

## Toponimia
La parroquia también es conocida por los nombres de Santa María de Villameá de Ramiranes y Santa María de Villameá de Ramirás.

## Historia
Hasta la década de 1920, la parroquia perteneció al municipio de Villameá de Ramiranes, que luego se fusionó con el de Freás de Eiras para formar el de Ramiranes.

## Organización territorial
La parroquia está formada por diecinueve entidades de población:

### Entidades de población
Entidades de población que forman parte de la parroquia:
- Arrifana (A Arrifana)
- Carballeiras (As Carballeiras)
- Casal do Regueiro
- Caserío (O Casarío)
- Cerdediño
- Cerdedo
- Cubeliña (Coveliña)
- Eiras
- Facha (A Facha)
- Formigos (Os Formigos)
- Lameiriño (O Lameiriño)
- Moreiras
- Os Pinos
- Pías (As Pías)
- Poza
- Vilameá

### Despoblados
Despoblados que forman parte de la parroquia:
- Enfesta (A Enfesta)
- Cardenal
- Fondodevila (Fondo de Vila)

## Geografía humana

### Demografía
| Gráfica de evolución demográfica de Villameá de Ramirames entre 1842 y 1920 |
| |
| Población de derecho según los censos de población del INE Población de hecho según los censos de población del INEEn estos censos se denominaba Villameá: 1842, 1877, 1887, 1897, 1900 y 1910 En estos censos se denominaba Villameá. Santa María: 1857 y 1860 Entre el censo de 1930 y el anterior, este municipio desaparece porque se agrupa en el municipio 32068 (Ramirames) |

### Parroquia
| Gráfica de evolución demográfica de Villameá de Ramiranes (parroquia) entre 2000 y 2023 |
|                                                                                         |
| Datos según el nomenclátor publicado por el INE.                                        |

### Lugar
| Gráfica de evolución demográfica de Vilameá (lugar) entre 2000 y 2023 |
|                                                                       |
| Datos según el nomenclátor publicado por el INE.                      |